# Сврачиця
Сврачиця (хорв. Svračica) — населений пункт у Хорватії, в Сисацько-Мославинській жупанії у складі міста Глина.

## Населення
Населення за даними перепису 2011 року становило 44 осіб.
Динаміка чисельності населення поселення:

## Клімат
Середня річна температура становить 10,70 °C, середня максимальна – 25,42 °C, а середня мінімальна – -6,57 °C. Середня річна кількість опадів – 1045 мм.
| Клімат поселення                              | Клімат поселення | Клімат поселення | Клімат поселення | Клімат поселення | Клімат поселення | Клімат поселення | Клімат поселення | Клімат поселення | Клімат поселення | Клімат поселення | Клімат поселення | Клімат поселення | Клімат поселення |
| Показник                                      | Січ.             | Лют.             | Бер.             | Квіт.            | Трав.            | Черв.            | Лип.             | Серп.            | Вер.             | Жовт.            | Лист.            | Груд.            |                  |
| Середній максимум, °C                         | 6,96             | 9,05             | 13,55            | 17,71            | 22,24            | 25,42            | 24,60            | 23,88            | 20,41            | 15,46            | 9,62             | 5,52             |                  |
| Середня температура, °C                       | 0,19             | 2,28             | 6,78             | 10,94            | 15,48            | 18,65            | 20,35            | 19,63            | 16,16            | 11,20            | 5,38             | 1,28             |                  |
| Середній мінімум, °C                          | −6,57            | −4,48            | 0,02             | 4,19             | 8,72             | 11,90            | 16,11            | 15,39            | 11,90            | 6,95             | 1,12             | −2,97            |                  |
| Норма опадів, мм                              | 65               | 64               | 73               | 86               | 90               | 98               | 92               | 92               | 96               | 100              | 106              | 83               |                  |
| Середньомісячна швидкість вітру, м/с          | 1.62             | 1.80             | 2.20             | 2.10             | 1.90             | 1.70             | 1.70             | 1.60             | 1.54             | 1.60             | 1.70             | 1.70             |                  |
| Середньомісячна сонячна радіація, кДж/м²·день | 4313             | 7034             | 10684            | 15213            | 19371            | 21408            | 22636            | 19609            | 14445            | 9035             | 4780             | 3557             |                  |
| --------------------------------------------- | ---------------- | ---------------- | ---------------- | ---------------- | ---------------- | ---------------- | ---------------- | ---------------- | ---------------- | ---------------- | ---------------- | ---------------- | ---------------- |
| Джерело:                                      |                  |                  |                  |                  |                  |                  |                  |                  |                  |                  |                  |                  |                  |